# Neuhof (Hesse)
Neuhof é um município da Alemanha, situado no distrito de Fulda, no estado de Hesse. Tem 90,28 km² de área, e sua população em 2019 foi estimada em 10.830 habitantes.